# 田手畷之戰
田手畷之戰（羅馬字：Tatenawatenotatakai）是发生在日本战国时代九州地方的一场战争，发生时间为享祿三年（1530年），战争双方为周防國大名大內氏和肥前國大名少弐氏。

## 概要
大內氏和少弐氏在室町時代就是爭取北九州（大宰府）霸權的宿敵。明應六年（1497年），大內義興进兵北九州，击败少弐政資并迫使其自杀，使曾被称为“鎮西的霸者”少弐氏衰落為肥前的地方勢力。
義興的兒子大內義隆為了进一步扩张在北九州的势力，給宿敵、政資之子少弐資元致命一擊，而令筑前國守護代杉興運率大內方在北九州的諸將以及投降的原少弐氏家臣横岳資貞、筑紫尚門、朝日頼貫等，攻撃資元的居城肥前神埼郡勢福寺城，两家的军队交战于田手畷。虽然少弐军人数少于大內军，但由于少弐方諸將（龍造寺家兼和馬場賴周等）的奮戰以及后来由龙造寺家臣鍋島清久、清房父子以及石井党率領的赤熊奇袭队的奇袭，大內军敗走。横岳資貞、筑紫尚門等人戰死。
在这场战役之后，本战的功臣龙造寺家拉拢了佐贺平原南部的有力领主们，扩大了在少贰家中的话语权，这为龙造寺家日后成为战国大名打下基础。
少弐氏在此战之后乘胜追击，向大宰府反攻，势力一时回复。但龙造寺家的兴起与大內家家臣陶興房進兵九州，致使少弐氏再度衰落。
天文五年（1536年），陶興房受大內義隆之令进攻少弐資元，并迫使其自殺。少弐氏瞬间滅亡。

### 引用
1. ↑  『史料綜覧』第8編之909 48頁
2. ↑  『史料綜覧』第9編之909 608頁
3. ↑  『史料綜覧』第9編之909 762頁